# 西区 (福岡市)
西区（にしく）は、福岡市を構成する7区の行政区の一つ。

## 概要
区名が示すように福岡市の西部に位置している。東は室見川を挟んで早良区と接し、西は糸島半島の二見ヶ浦以東を区域とし、叶岳・高祖山などの300〜400m級の山々があり、糸島市と接する。南は脊振山地の一部で、早良区に接している。北は博多湾に面している。区内を筑肥線および福岡高速道路・福岡前原有料道路が東西に貫いている。
中心市街地は区の北東部の東端の姪浜地区にある。市の中心部に比較的近い北東部、東部は市街地・住宅地が発達している。
西部は近年、九州大学が東区箱崎から伊都地区に移転してきたことにより、九大学研都市駅、今宿駅を中心に伊都区画整理事業や北原・田尻区画整理事業による大規模な宅地開発が行われ市街化が進み、それに伴い人口増加が著しい。
それ以外の北西部や南部地域は田園が広がっており、北西部の港湾沿いには漁港が点在している。
| 地域     | 地域                           | 人口 （人） | 面積 (km2) | 人口密度 （人/km2） |
| 西区全体 | 西区全体                       | 213,946     | 84.16      | 2,542               |
| -------- | ------------------------------ | ----------- | ---------- | ------------------- |
| うち     | 長垂以東(本庁舎・旧早良郡)     | 139,432     | 35.94      | 3,880               |
| うち     | 長垂以西(西部出張所・旧糸島郡) | 74,514      | 48.22      | 1,545               |

※2025年5月1日時点
また玄界灘上の能古島、玄界島、小呂島を区域に含んでいる。
区の南東部の東端には福岡市地下鉄七隈線の橋本駅および同線の車両基地があり、駅前整備は進んでいるが、周辺の発展はまだ途上段階である。

### 主な地名
- 姪浜（めいのはま）: 西区北東部にある地域。姪浜駅を中心に発達している。1963年までは炭鉱があったが閉山し、その後は市街地として発展、現在は西区の中心部となっている。なお、住居表示設定地域の公称町名は「姪の浜○丁目」である。ドラマ「わが家の歴史」の舞台となった街である。
- 小戸（おど）: 姪浜の北側にある玄界灘沿いの地域。小戸ヨットハーバーがある[1]。
- 愛宕浜（あたごはま）: 姪浜の北側にある埋立地。住宅地が発達している。ここから能古島へ渡る市営渡船が運航されている。
- 野方（のかた）: 西区中央部にある地域。大規模な団地や住宅地が数多く建設されている。住宅地の一角から弥生時代後期〜古墳時代前期のものとされる遺跡が発掘された[2]。
- 生の松原（いきのまつばら）: 下山門駅西側の海沿いにある。その名のとおり松林がある。元寇防塁が復元されている[3]。
- 今宿（いまじゅく）: 区西部の今宿駅周辺の市街地。もと糸島郡今宿村。区役所の出張所は九大学研都市駅近くの伊都区画整理地区内に移転した。
- 周船寺（すせんじ）: 区西部の周船寺駅周辺の市街地。もと糸島郡周船寺村。
- 元岡（もとおか）: 今宿の北西に位置する福岡市の西端部。もと糸島郡元岡村。昨今までは農村の色合いが濃かったが、元岡の一部に2005年10月1日から2018年10月1日までに行われた九州大学の移転事業により、元岡やその周辺で学生寮や学生アパートなどが多数建設された。また、元岡地区および筑肥線の九大学研都市駅地区の周辺道路の、両地を結ぶ幹線道路も開通した。
- 今津（いまづ）：西区の北部で博多湾に面して、「大原海水浴場」でも有名な長浜海岸が広がり、復元状態の良い元寇防塁[4]などの史跡が多数あり、無形民俗文化財の「今津人形芝居」なども継承されている[5]。
- 西浦（にしのうら）: 福岡市西区の北西端部、糸島半島の先端西側に位置する地域。漁村及び農村の色合いが濃い。福岡県西方沖地震により大きな被害を受けた。

## 歴史
鎌倉時代、元寇の際に築かれた防塁が区の北の海岸線に平行に今でも存在している。
区域はすべてもと早良郡および糸島郡の町村を編入したものである。福岡市が政令指定都市となった当初は現在の早良区・城南区の全域と中央区の一部を含む（旧）西区として発足したが、1982年5月10日に（新）西区・早良区・城南区に分割された。このときそれまでの（旧）西区は解散したので、現在の（新）西区の区制施行日は1982年5月10日である。なお、分割前の区役所は現在の早良区役所である。

### 福岡県西方沖地震による被害
2005年3月20日に玄界灘にてマグニチュード7で震度6弱を記録した福岡県西方沖地震が発生。特に西区内にある震源地に近い玄界島は大半の家屋が全半壊するなどの大きな被害を受けたため、多くの住民が避難を行った。
玄界島と同程度に震源に近く被害も（建物被害の統計上も）大きかった西浦地区は、本震後もしばらくの間、一部が崖崩れのため避難勧告が継続された。

## 人口の変遷
- 1975年　338,387
- 1980年　393,925
- 1985年　122,454
- 1990年　137,953
- 1995年　154,667
- 2000年　166,676
- 2005年　179,387
- 2010年　193,280
- 2015年　206,868
- 2020年　212,579

## 行政
- 出張所: 福岡市西区役所西部出張所（西都二丁目1番1号）[注釈 2]
- 衆議院小選挙区: 福岡県第3区

## 地域

### 教育

#### 大学・短期大学
- 九州大学伊都キャンパス

#### 高等学校
県立
- 福岡県立玄洋高等学校
- 福岡県立筑前高等学校

市立
- 福岡市立福岡西陵高等学校
- 福岡市立福岡女子高等学校

私立
- 福岡舞鶴高等学校
- 中村学園三陽高等学校

#### 中学校
市立
- 福岡市立内浜中学校
- 福岡市立姪浜中学校
- 福岡市立能古中学校
- 福岡市立元岡中学校
- 福岡市立北崎中学校
- 福岡市立小呂中学校
- 福岡市立玄界中学校
- 福岡市立壱岐中学校
- 福岡市立西陵中学校
- 福岡市立玄洋中学校
- 福岡市立壱岐丘中学校
- 福岡市立下山門中学校

私立
- 福岡舞鶴誠和中学校
- 中村学園三陽中学校

#### 小学校
- 福岡市立内浜小学校
- 福岡市立西都小学校
- 福岡市立姪浜小学校
- 福岡市立能古小学校
- 福岡市立今宿小学校
- 福岡市立玄洋小学校
- 福岡市立今津小学校
- 福岡市立壱岐小学校
- 福岡市立金武小学校
- 福岡市立周船寺小学校
- 福岡市立元岡小学校
- 福岡市立北崎小学校
- 福岡市立玄界小学校
- 福岡市立小呂小学校
- 福岡市立下山門小学校
- 福岡市立壱岐南小学校
- 福岡市立西陵小学校
- 福岡市立壱岐東小学校
- 福岡市立石丸小学校
- 福岡市立福重小学校
- 福岡市立愛宕小学校
- 福岡市立城原小学校
- 福岡市立愛宕浜小学校
- 福岡市立姪北小学校
- 福岡市立西都北小学校

#### 特別支援学校
- 福岡市立生の松原特別支援学校
- 福岡市立今津特別支援学校

### 警察
- 西警察署

### 消防
- 西消防署
  - 姪浜出張所
  - 壱岐出張所
  - 元岡出張所

### 郵便局
- 集配局
  - 福岡西郵便局
  - 今宿郵便局
  - 周船寺郵便局
  - 北崎郵便局
- 無集配局: 14局
- 簡易局: 2局
- 出張所: 5ヶ所

### 文化施設
- 西市民センター（内浜一丁目）
  - 福岡市西図書館
- 西部図書館（西都二丁目）
- 今宿野外活動センター（今宿青木）

## 西区に本社を置く主要企業
- マルタイ（今宿青木）[8]

## 交通

### 航路

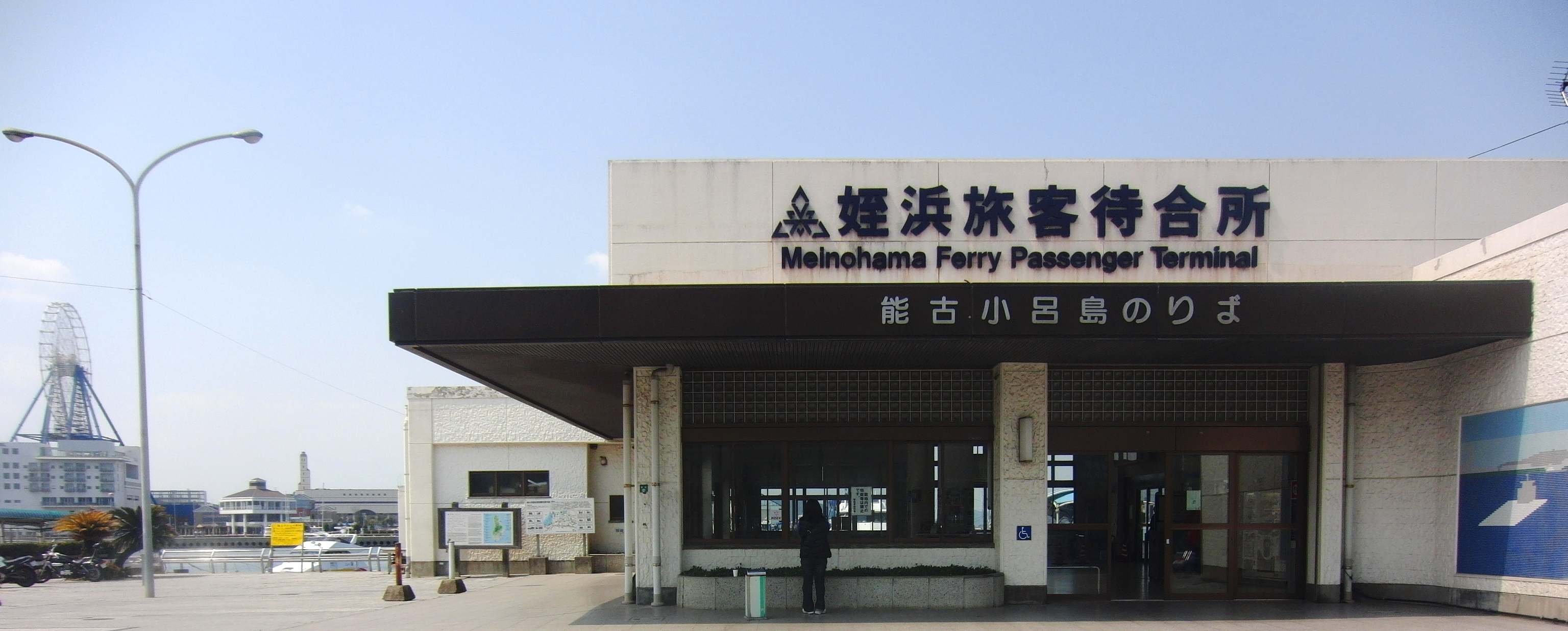
姪浜能古渡船場

- 福岡市営渡船 姪浜能古渡船場

### 鉄道
- 福岡市交通局
  - 七隈線
    - 橋本駅
    - 橋本車両基地

  - 空港線
    - 姪浜駅
    - 姪浜車両基地
- 九州旅客鉄道（JR九州）
  - 筑肥線
    - 姪浜駅 - 下山門駅 - 今宿駅 - 九大学研都市駅 - 周船寺駅

### バス
- 西日本鉄道（西鉄バス） - 下山門・生の松原団地・生松台・金武以東の地域に路線がある。天神・博多駅などの福岡市中心部とを結ぶ路線が多い。また、天神・博多駅と九州大学伊都キャンパスを結ぶ路線も運行している。区内に愛宕浜自動車営業所、壱岐自動車営業所の2営業所がある。
- 昭和自動車（昭和バス） - 概ね以下の区間に路線がある（コミュニティバスを除く。発着地や経路は複数ある）。
  - 九大学研都市駅 - 九州大学伊都キャンパス
  - 九大学研都市駅 - 宮の浦 - 西の浦
- コミュニティバス形態の路線
  - 壱岐南のるーと(橋本駅循環ミニバスの代わり)
  - 今宿姪浜線乗合マイクロバス - 昭和バスが撤退した長垂・今宿青木・今宿上ノ原地区と姪浜駅を結ぶ。姪浜タクシーが運行。
  - 糸島市コミュニティバス「はまぼう号」 - 今宿駅（周船寺経由）・周船寺駅・九州大学伊都キャンパスと糸島市内を結ぶコミュニティバス。

### 道路

#### 有料道路
- 福岡高速環状線
  - 愛宕出入口 - 姪浜出入口 - 石丸入口 - 福重出口 - 福重ジャンクション - 福重出入口(福岡高速5号線)
- 福岡前原有料道路（西九州自動車道の一部）
  - 福重ジャンクション - 拾六町インターチェンジ - 福岡西料金所 - 今宿インターチェンジ - 周船寺インターチェンジ

#### 一般国道
- 国道202号
  - 福岡外環状道路

#### 県道
- 福岡県道49号大野城二丈線
- 福岡県道54号福岡志摩前原線
- 福岡県道56号福岡早良大野城線
- 福岡県道85号福岡志摩線
- 福岡県道507号宮浦前原線
- 福岡県道521号姪浜停車場線
- 福岡県道558号内野次郎丸弥生線
- 福岡県道560号都地姪浜線
- 福岡県道561号周船寺有田線
- 福岡県道562号飯場金武線
- 福岡県道566号大原周船寺停車場線
- 福岡県道567号桜井太郎丸線

#### その他の主要道路
- 市道千代今宿線（明治通り・旧国道202号）

## 名所・旧跡・観光スポット
- 鷲尾愛宕神社
- 元寇防塁跡（国の史跡）※区内3か所にある
- マリノアシティ福岡 ピアウォーク（九州最大級のアウトレットモール。かつて世界2位の大観覧車があった）
- 小戸公園（海に面しており、能古島や博多湾を見渡せる。桜の名所でもある）
- 福岡歴史の町
- 野方遺跡
- 叶岳（ハイキングコース）
- 宮崎安貞の墓
- 今山
- のこのしまアイランドパーク（能古島）
- 能古島キャンプ村海水浴場（能古島）
- 亀陽文庫・能古博物館（能古島）
- 福岡市海づり公園
- 福岡飛行訓練所（元岡飛行場）跡地・福岡海軍航空隊跡地

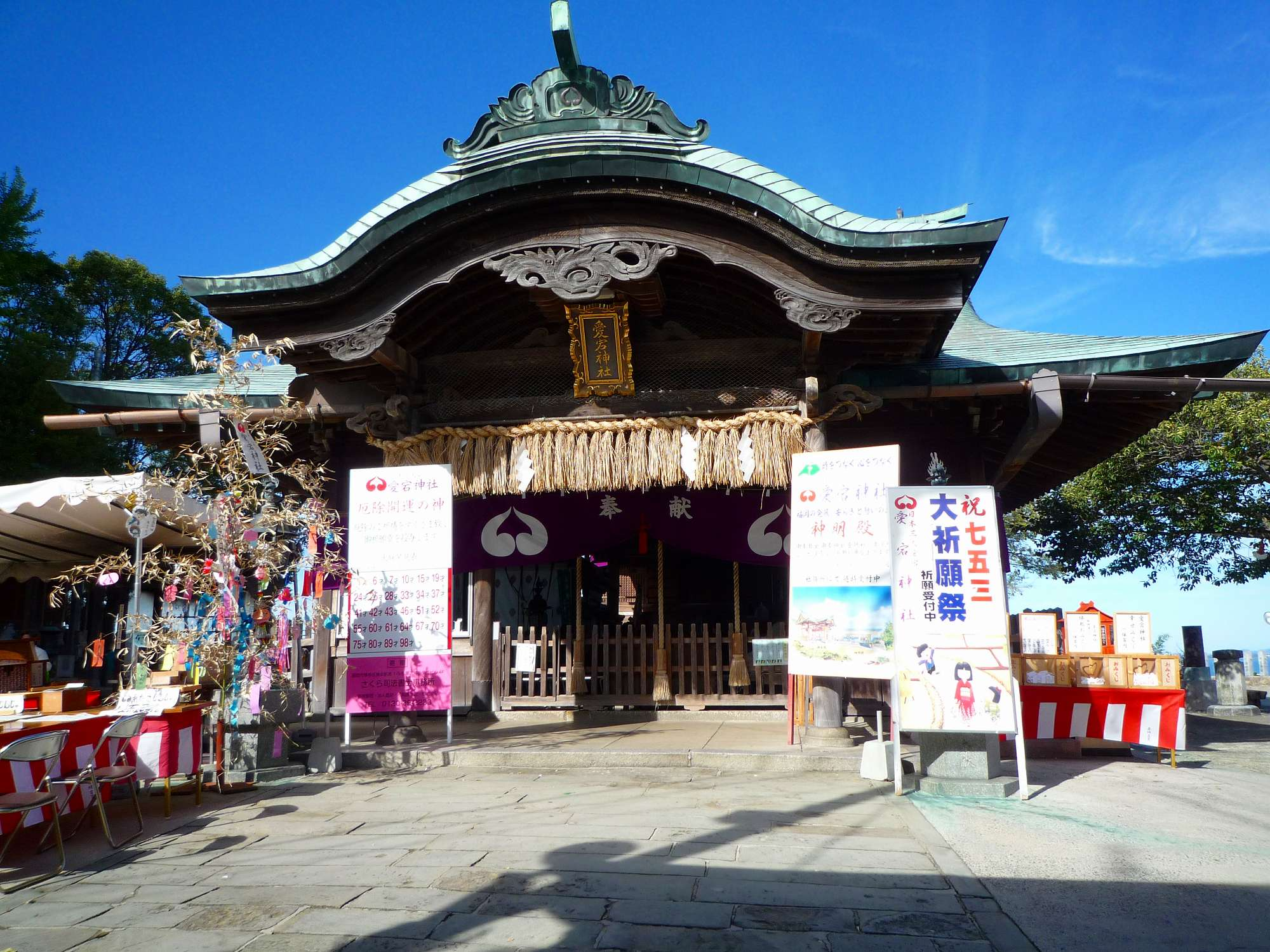
鷲尾愛宕神社
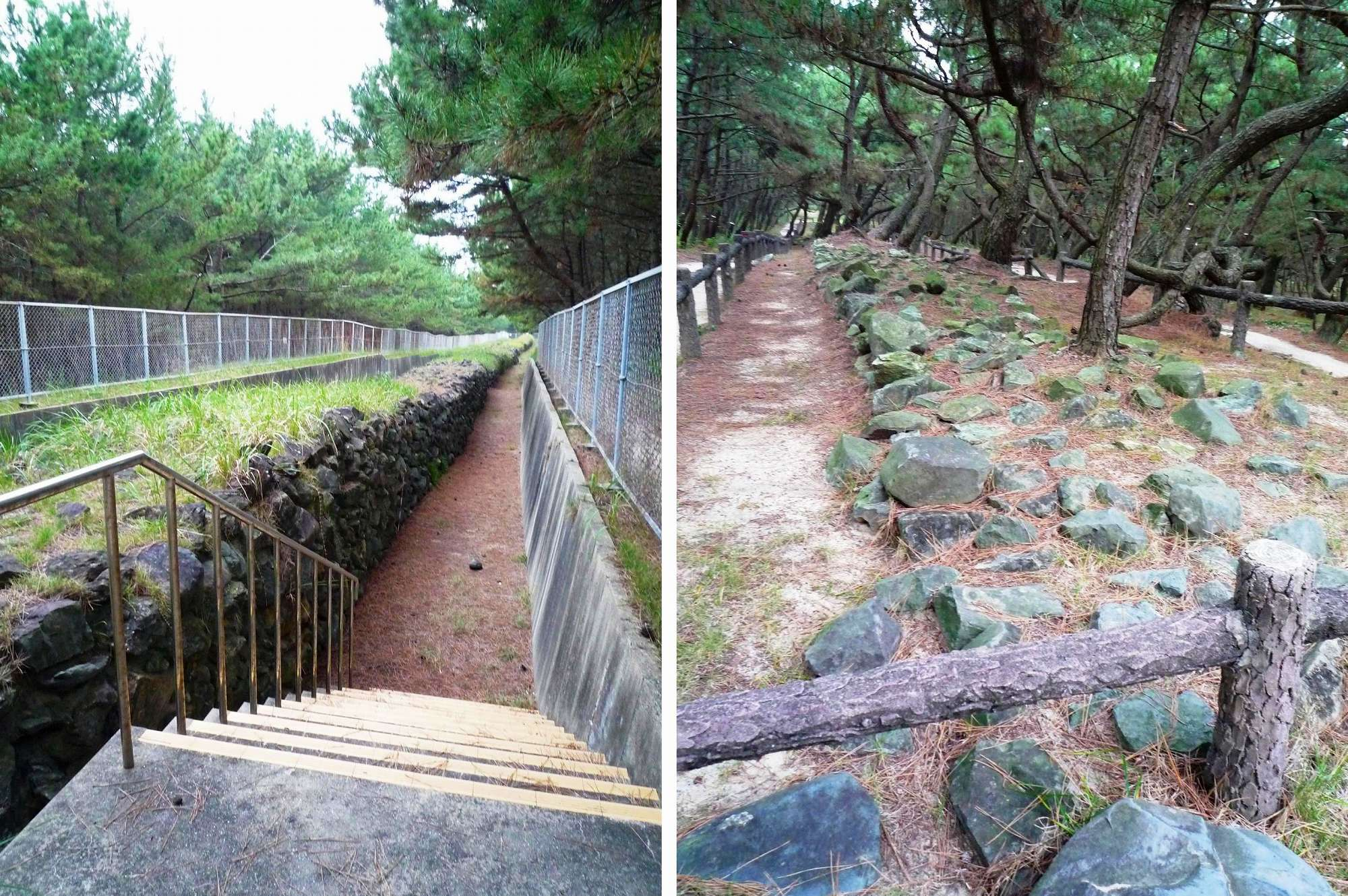
元寇防塁跡
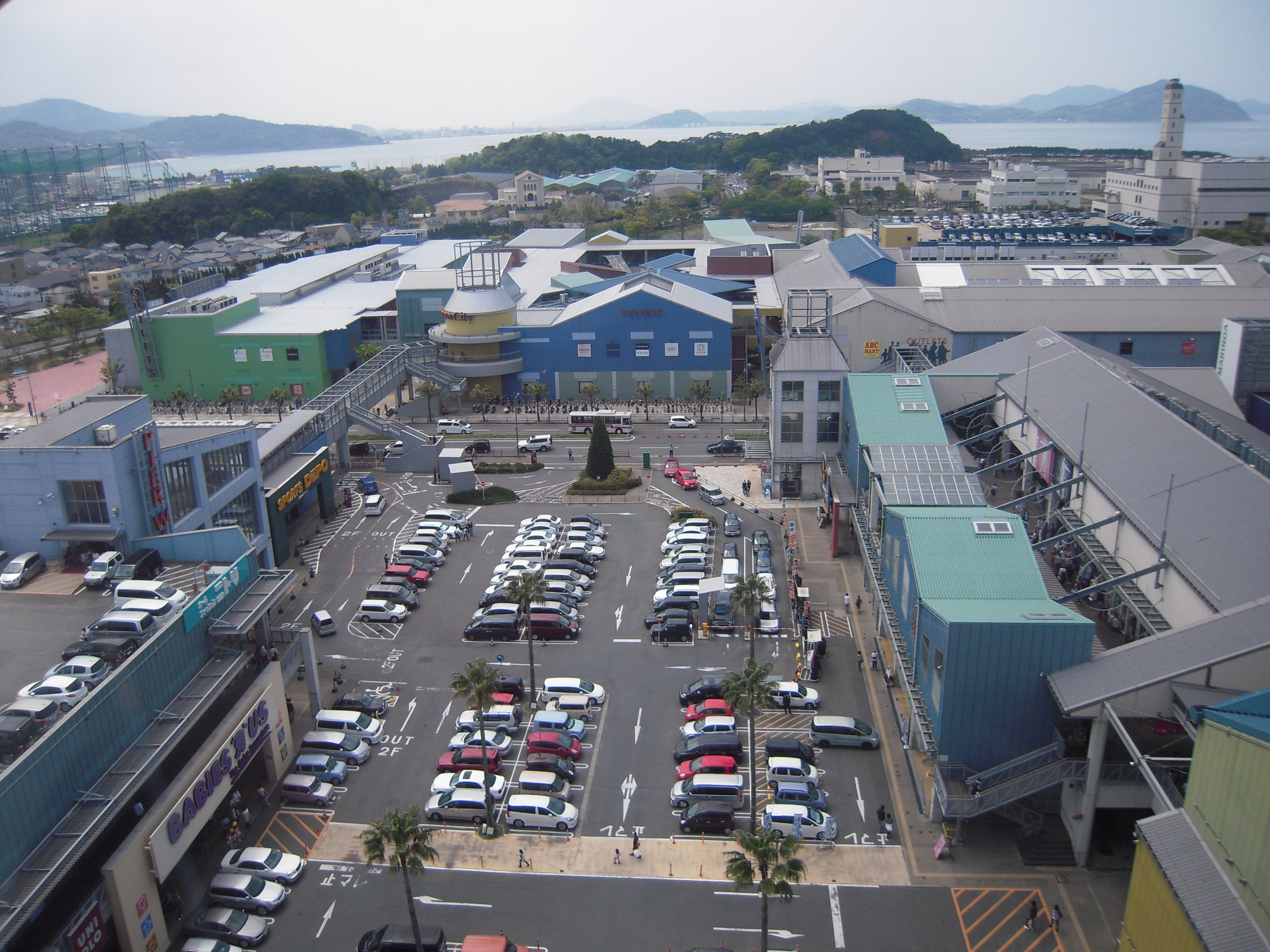
マリノアシティ福岡
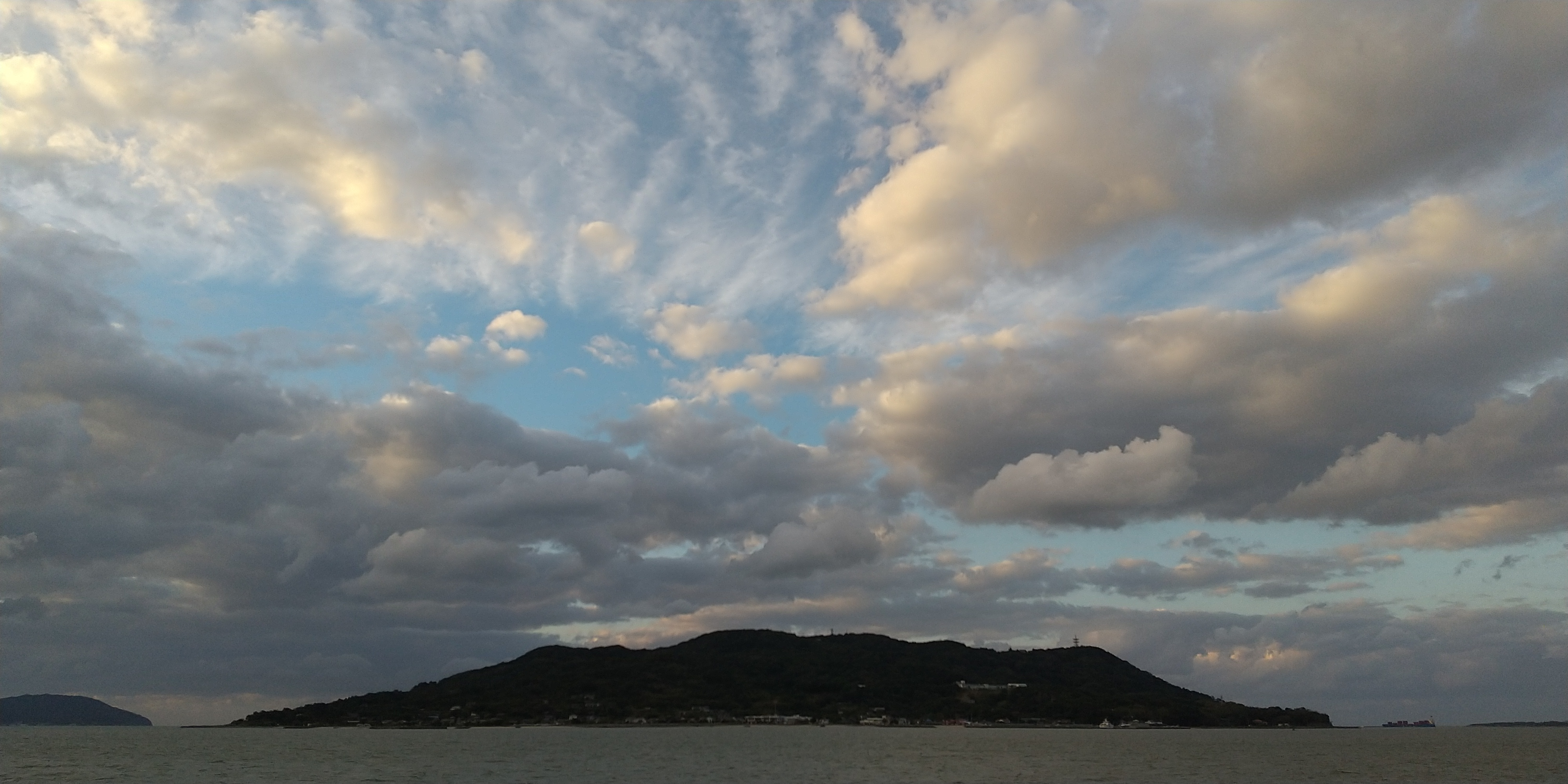
能古島（全景）
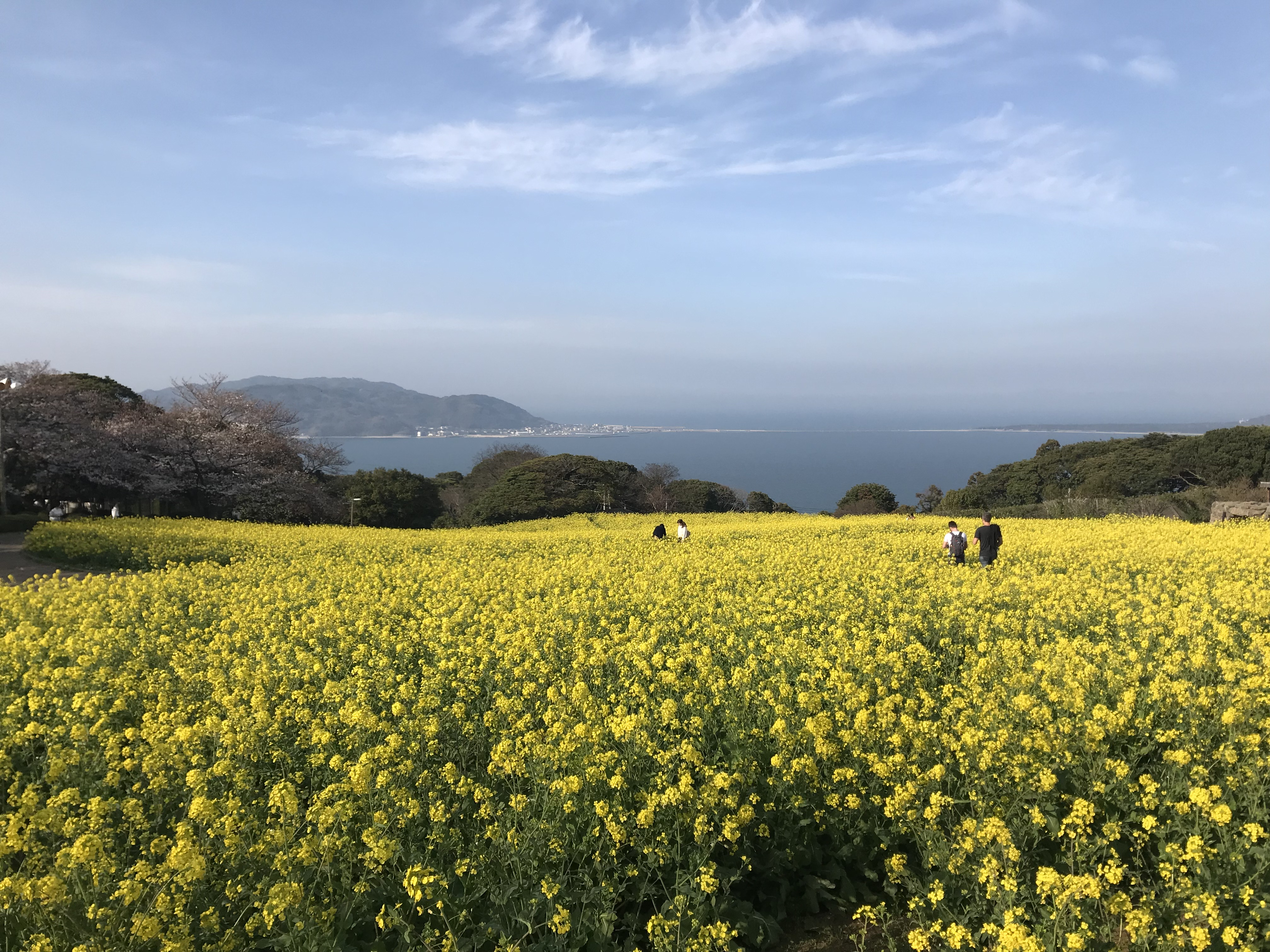
のこのしまアイランドパーク
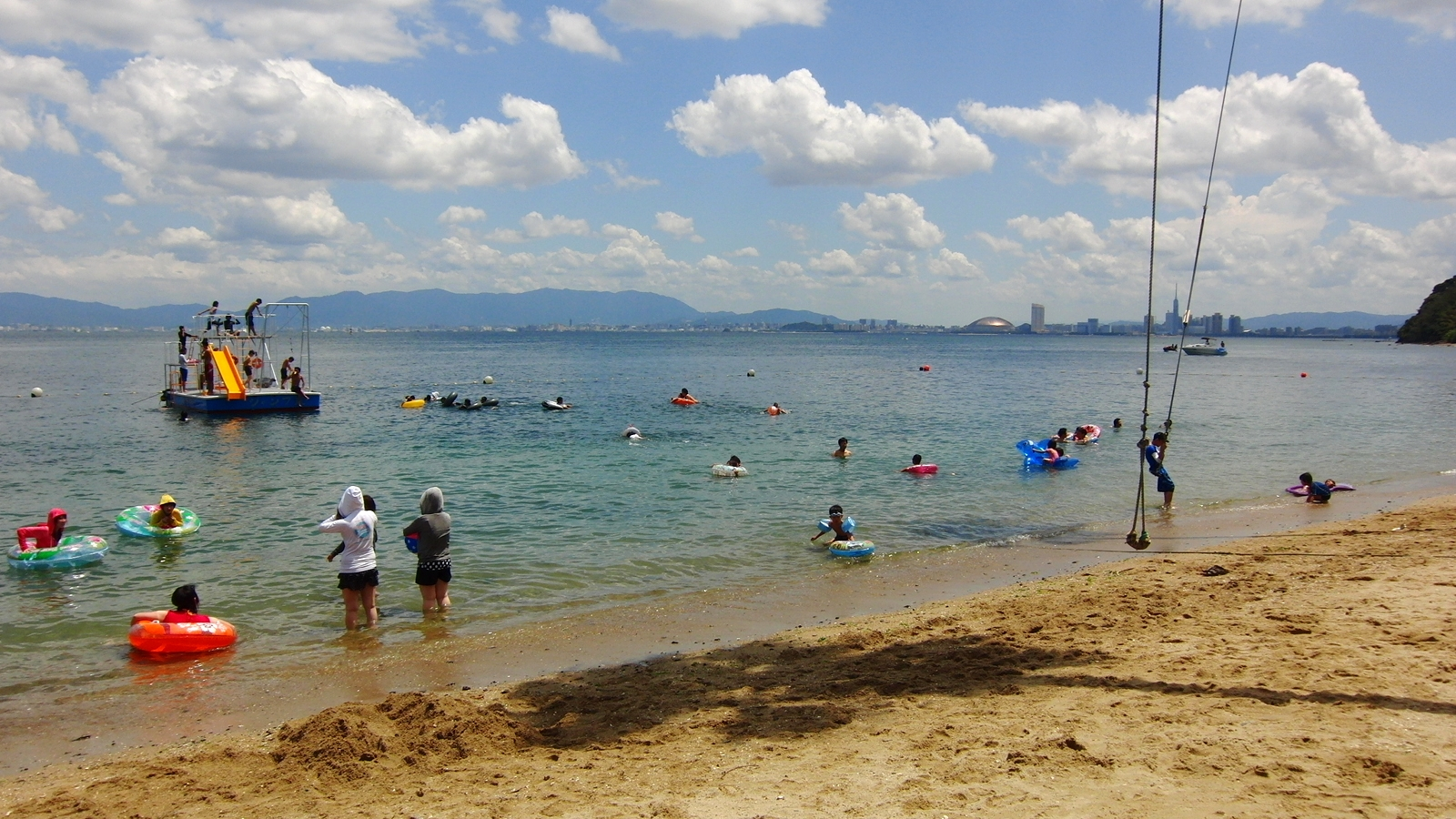
能古島キャンプ村海水浴場
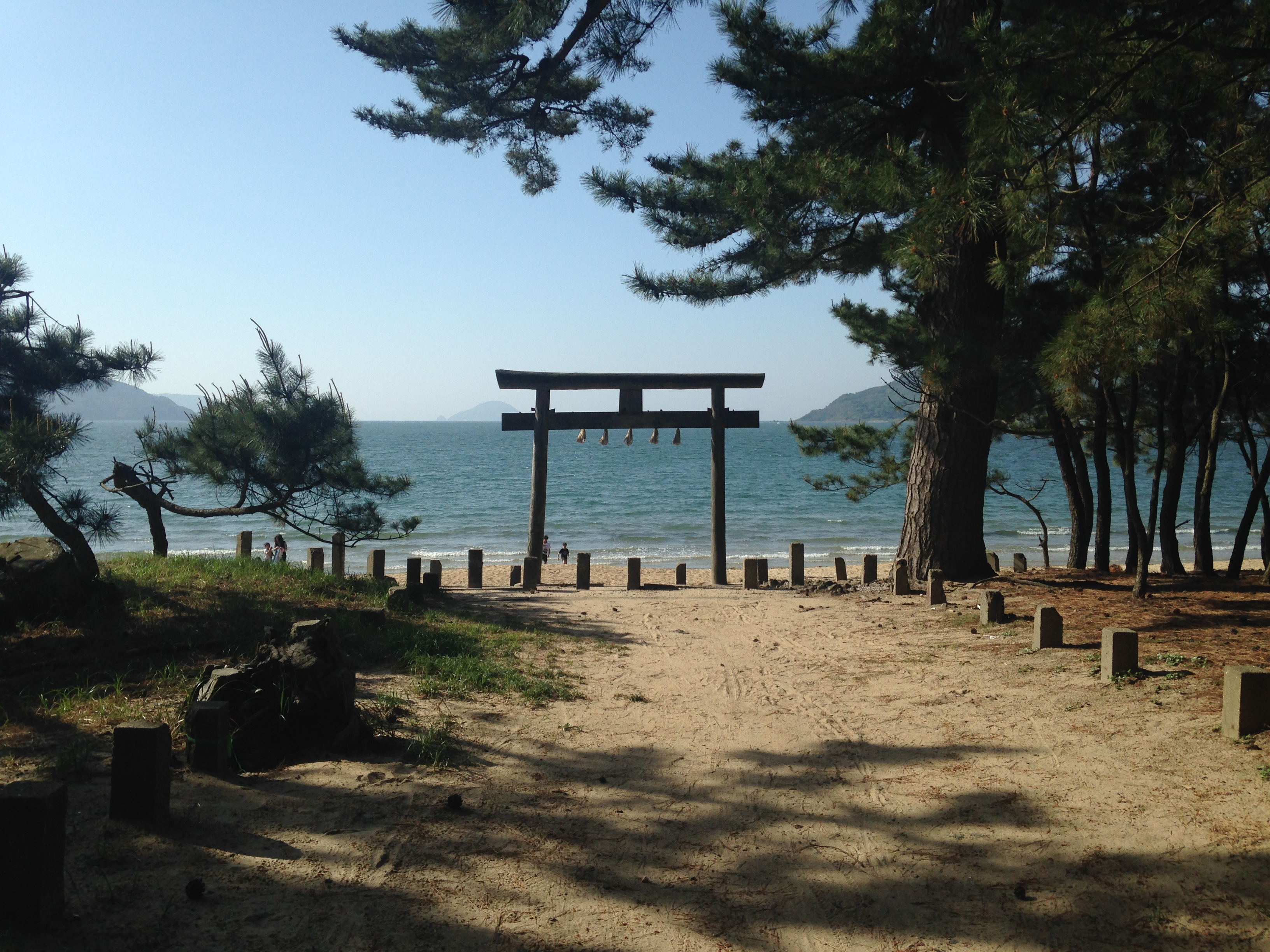
生の松原にある壱岐神社の一の鳥居
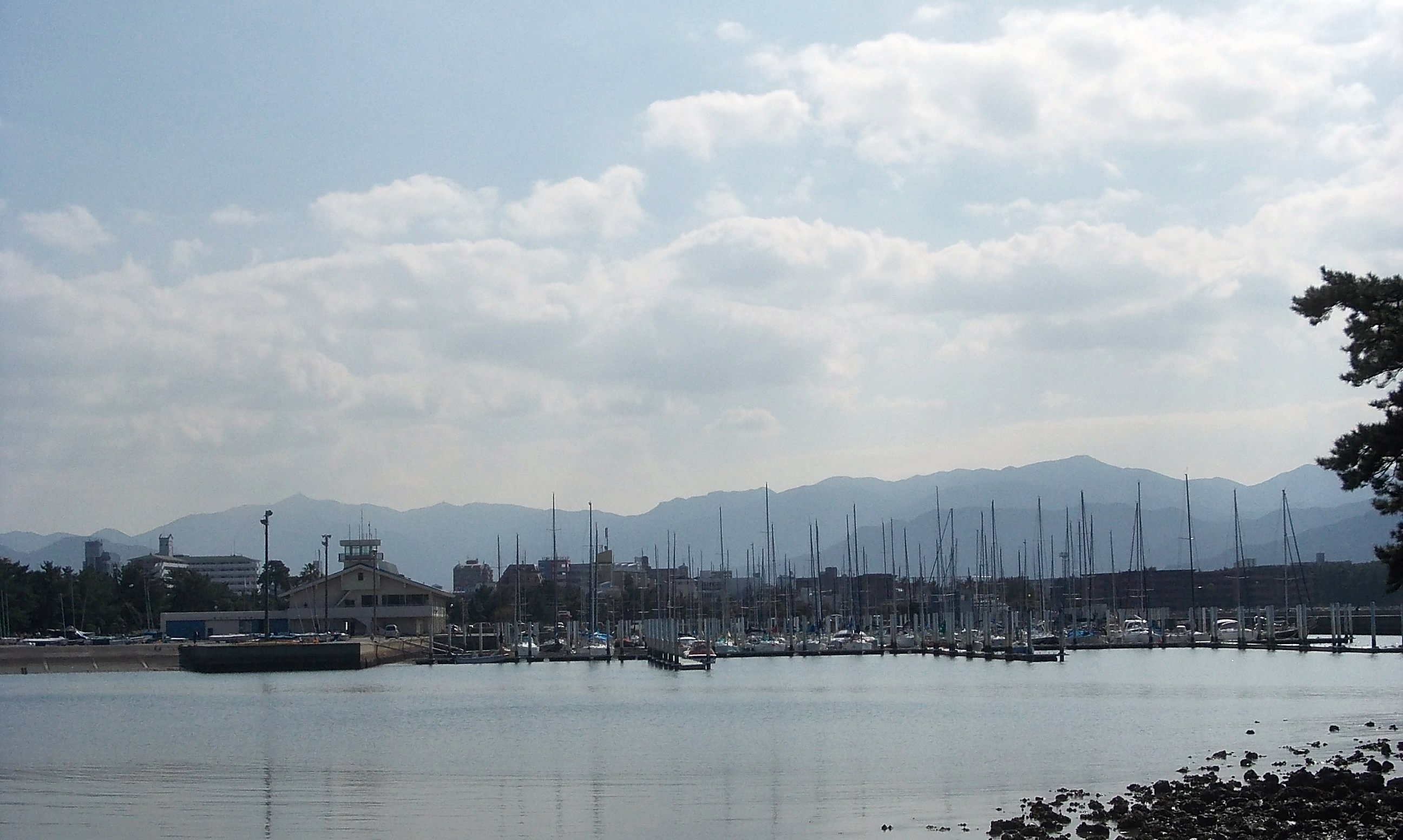
小戸公園にある福岡市立小戸ヨットハーバー
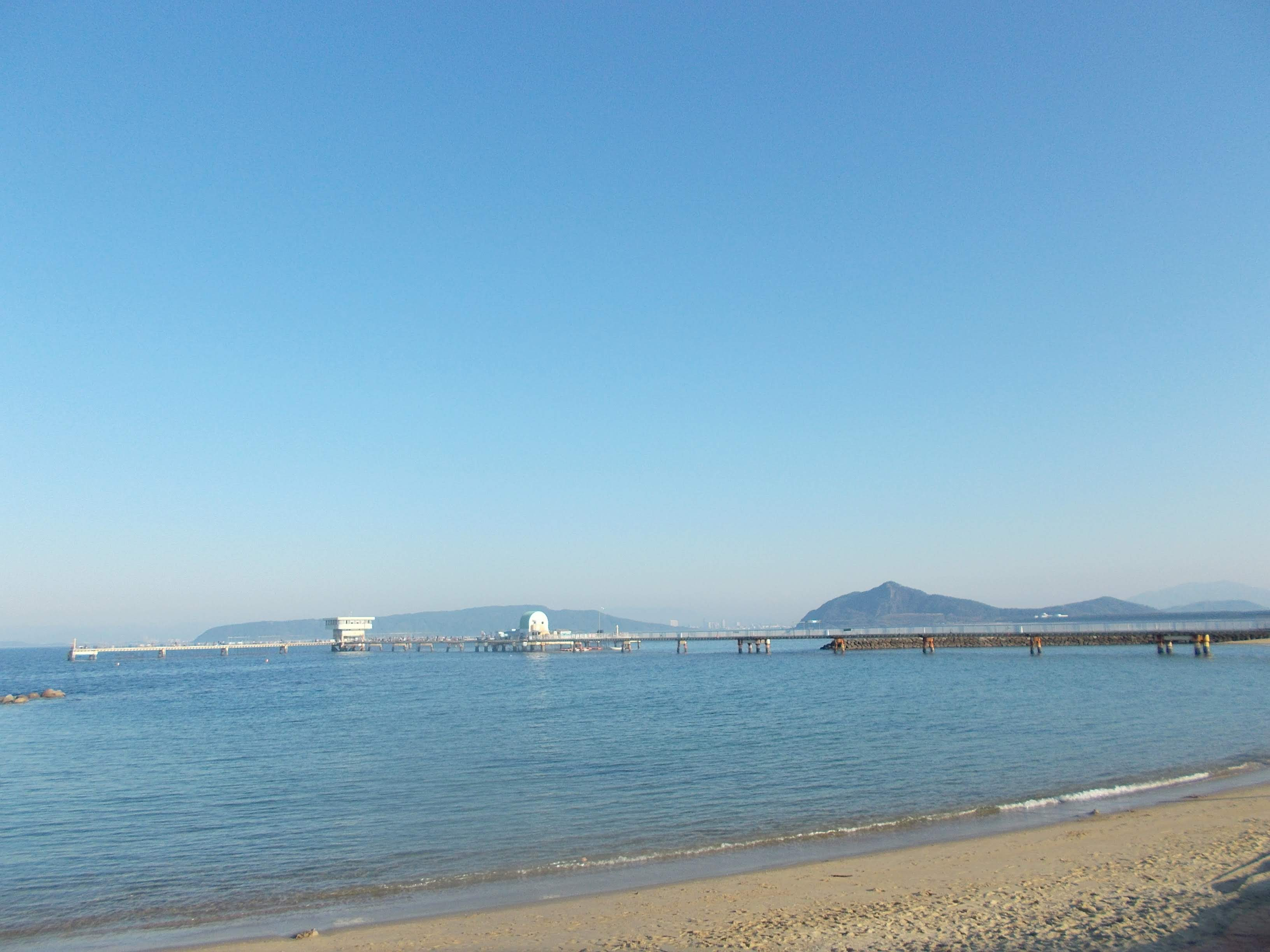
福岡市海づり公園

## 出身者
- 伊藤野枝（婦人解放運動家・作家、旧:今宿村出身）[9]
- 江崎一雄（ボートレーサー）[10]
- 坂本裕哉（プロ野球選手）
- 中西智代梨（HKT48およびAKB48の元メンバー）
- 浜地真澄（プロ野球選手）
- 松本俊（ボートレーサー）
- 松元絵里花（モデル）
- 三嶋一輝（プロ野球選手）

## ゆかりの人物
- 檀一雄（小説家） - 晩年を西区能古島で過ごした[11]。